# Bulbophyllum macphersonii
Bulbophyllum macphersonii là một loài phong lan thuộc chi Bulbophyllum.